# Cutsdean
Cutsdean – wieś w Anglii, w hrabstwie Gloucestershire. Leży 29 km na północny wschód od miasta Gloucester i 131 km na północny zachód od Londynu.